# 1843
| 1843                                |
| ----------------------------------- |
| Dødsfald - Fødsler                  |
| • Begivenheder • Litteratur • Musik |

| Gregoriansk kalender | 1843 MDCCCXLIII         |
| Ab urbe condita      | 2596                    |
| Armensk kalender     | 1292 ԹՎ ՌՄՂԲ            |
| Kinesiske kalender   | 4539 – 4540 壬寅 – 癸卯 |
| Etiopisk kalender    | 1835 – 1836             |
| Jødisk kalender      | 5603 – 5604             |
| Hindukalendere       |                         |
| - Vikram Samvat      | 1898 – 1899             |
| - Shaka Samvat       | 1765 – 1766             |
| - Kali Yuga          | 4944 – 4945             |
| Iransk kalender      | 1221 – 1222             |
| Islamisk kalender    | 1259 – 1260             |

Konge i Danmark: Christian 8. 1839-1848
Se også 1843 (tal)

## Begivenheder

### Januar
- 2. januar – Richard Wagners Den flyvende Hollænder har premiere i Dresden. Den blev taget af plakaten efter fire dage

### Marts
- 8. marts - Altinget, Islands lovgivende forsamling, genoprettes efter at være blevet nedlagt i år 1800

### Maj
- 29. maj - Georg Carstensen får kongens tilladelse til at leje et område i Dronningens Enghave, hvor han anlægger Kjøbenhavns Sommer-Tivoli

### August
- 15. august - forlystelsesparken Tivoli åbner i København

### November
- 21. november - englænderen Thomas Hancock tager patent på vulkaniseret gummi

## Født
- 24. januar – Folkemindesamleren Evald Tang Kristensen (død 1929).
- 29. januar - William McKinley, USA's 25. præsident (død 1901).
- 21. maj – Louis Renault, fransk jurist og nobelprismodtager (død 1918).
- 3. juni – Frederik VIII, dansk konge (død 1912).
- 15. juni – Edvard Grieg, norsk komponist (død 1907).

## Dødsfald
- 22. januar – Ernst Mensen, ultraløber (født 1795).

## Kultur
- Johan Thomas Lundbye førdiggør sit hovedværk En dansk kyst. Motiv fra Kitnæs ved Roskilde Fjord